# Quintus Petronius Novatus
Quintus Petronius Novatus (vollständige Namensform Quintus Petronius Gai filius Cornelia Novatus) war ein im 2. Jahrhundert n. Chr. lebender Angehöriger des römischen Ritterstandes (Eques). Durch eine Inschrift, die in Tubusuctu gefunden wurde, ist seine Laufbahn bekannt.
Die militärische Laufbahn (siehe Tres militiae) von Novatus bestand aus drei oder vier Positionen. Er war zunächst Kommandeur (Praefectus) einer Cohors Gallorum, deren Ordnungszahl in der Inschrift verloren ist. Danach wurde er Tribunus in der Legio XIIII Gemina, die ihr Hauptlager in Carnuntum in Pannonia superior hatte. Im Anschluss wurde er entweder Kommandeur (Praefectus equitum) einer einzigen Reitereinheit (Ala) oder nacheinander Kommandeur von zwei verschiedenen Reitereinheiten. Nach Beendigung seiner militärischen Laufbahn übernahm er noch einen Posten in der zivilen Verwaltung: er war als Procurator Augusti für die Verwaltung der fünfprozentigen Erbschaftsteuer (vicesima hereditatium) in einem Teil Kleinasiens (per Asiam Phrygiam Lyciam Galatiam) zuständig.
Novatus war in der Tribus Cornelia eingeschrieben. Er war patronus coloniae in Tubusuctu.

## Cohors Gallorum
In der Inschrift aus Tubusuctu ist die Ordnungszahl der Kohorte nicht erhalten. Durch eine zweite Inschrift, die in Pojejena gefunden wurde, ist belegt, dass Novatus eine Cohors V Gallorum befehligt hat. Es gab zwei Einheiten mit dieser Bezeichnung (siehe Cohors V Gallorum). John Spaul und Florian Matei-Popescu, Ovidiu Țentea ordnen ihn der Cohors V Gallorum (Moesia) zu, die in den Provinzen Dacia superior und Moesia superior stationiert war.

## Eine oder zwei Reitereinheiten
Der Teil der Inschrift, die sein Kommando als Praefectus equitum angibt, wird bei der EDCS als praef(ectus) eq(uitum) I Hisp(anorum) {praef(ectus) eq(uitum) I} Campagon(um) und bei der EDH als praef(ectus) eq(uitum) I Hisp(anorum) praef(ectus) eq(uitum) I Campagon(um) wiedergegeben.
Laut Matei-Popescu, Țentea wurde von Jenő Fitz vorgeschlagen, dass es sich in der Inschrift um einen Fehler handelt: statt dem Kommando über eine einzige Reitereinheit wurden fälschlich zwei verschiedene Reitereinheiten angegeben. Folgt man dieser Annahme, dann wäre das praef(ectus) eq(uitum) I vor Campagon(um) fälschlich angegeben und Novatus hätte nur eine Einheit, nämlich die Ala I Hispanorum Campagonum, befehligt, die in Dacia superior stationiert war.
Margaret M. Roxan und Spaul gehen dagegen davon aus, dass er zunächst das Kommando über die Ala I Hispanorum übernahm, die in Dacia inferior stationiert war und im Anschluss die Ala I Campagonum (= Ala I Hispanorum Campagonum) befehligte.

## Datierung
Die Inschrift aus Pojejena wird bei der EDCS und bei der EDH auf 138/160 datiert. Matei-Popescu, Țentea datieren seine Laufbahn in die Regierungszeit von Hadrian (117–138). Roxan datiert seine militärische Laufbahn in die zweite Hälfte des 2. Jahrhunderts und geht davon aus, dass Novatus die Ala Campagonum im letzten Viertel des 2. Jahrhunderts kommandierte. Spaul datiert die Inschrift aus Tubusuctu in das späte 2. Jahrhundert; er nimmt an, dass Novatus einer der Nachfolger von Gaius Iulius Corinthianus als Kommandeur der Ala Campagonum war. David Potter geht davon aus, dass seine Tätigkeit als Procurator wahrscheinlich zwischen 169 und 198 zu datieren ist.